# Raša (Adria)
Die Raša (italienisch Arsia, historisch: Arsa Fiume) ist einer der wichtigsten Flüsse auf Istrien in Kroatien und der wenigen, die in die Kvarner-Bucht münden.

## Verlauf
Die Raša entsteht beim Weiler Podpićan aus dem Zusammenfluss mehrerer kleiner Gewässer und in der Nähe des Čepićko Polje, eine mit Entwässerungskanälen durchzogene Senke (Polje). Die wichtigsten Zuflüsse in diesem Gebiet heißen Karbuna und Vlaški potok. In der Ebene Čepićko Polje befand sich einst der gleichnamige See (kroatisch Čepićko jezero, deutsch Cepich-See, italienisch Lago di Gessaro), ein sehr flacher See mit wechselnden Wasserständen, dessen nasse Wiesen und Sümpfe einst durch die Boljunčica über die Raša entwässert wurden und sich bis in die Nähe des Ortes Šumber erstreckten. Seit 1932 ist der See trockengelegt und das Wasser entweicht durch einen Tunnel in Richtung Plomin an der Adriaküste.
Die Raša fließt in einem bis ca. 300 m tief eingeschnittenen Tal nach Süden und mündet über die Ria bzw. Zaljev Raša (italienisch Canale dell’ Arsia) im Adriatischen Meer. Kurz vor der Meeresmündung fließt ihr vom Nordosten aus der Umgebung von Labin der Nebenfluss Krapan zu. An der Vereinigung beider Flüsse befindet sich ein Feuchtgebiet. Die nach diesem Zusammenfluss folgende fjordartige Bucht ist mit Meerwasser gefüllt und etwa einen Kilometer breit.

## Historische Bedeutung

Karte (geostet) von 1753 mit dem Lago di Gessaro und der Mündung als Bocca dell'Arsa (Giovanni Salmon: Carta geografica dell'Istria)

Obwohl die Raša nur eine relativ geringe Länge aufweist, war sie in römischer Zeit unter dem lateinischen Namen Arsia bekannt. Sie war der Grenzfluss zu den Histriern und bildete später die ehemalige italienische Nordostgrenze. Seit 1342 war sie die Ostgrenze der Grafschaft Mitterburg.

## Galerie

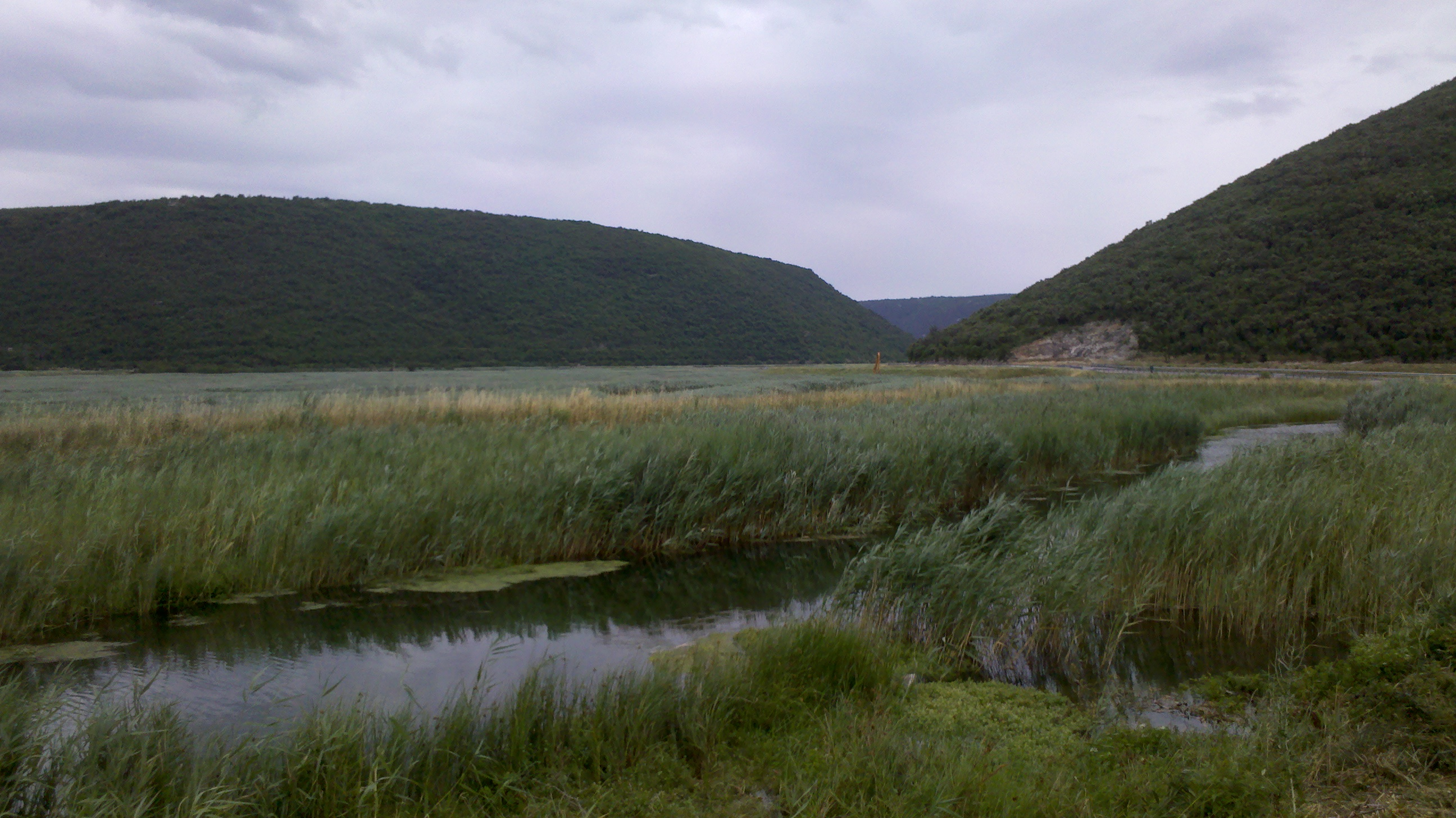
Zusammenfluss von Raša und Krapan
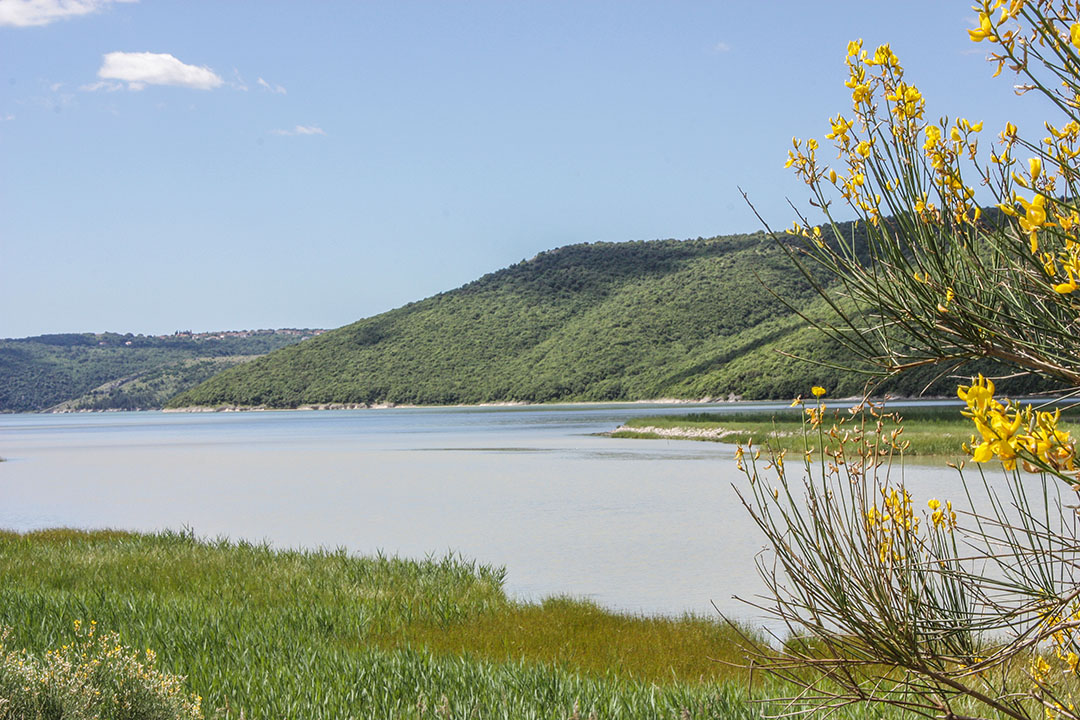
An der Einmündung in das vom Meer überflutete Tal
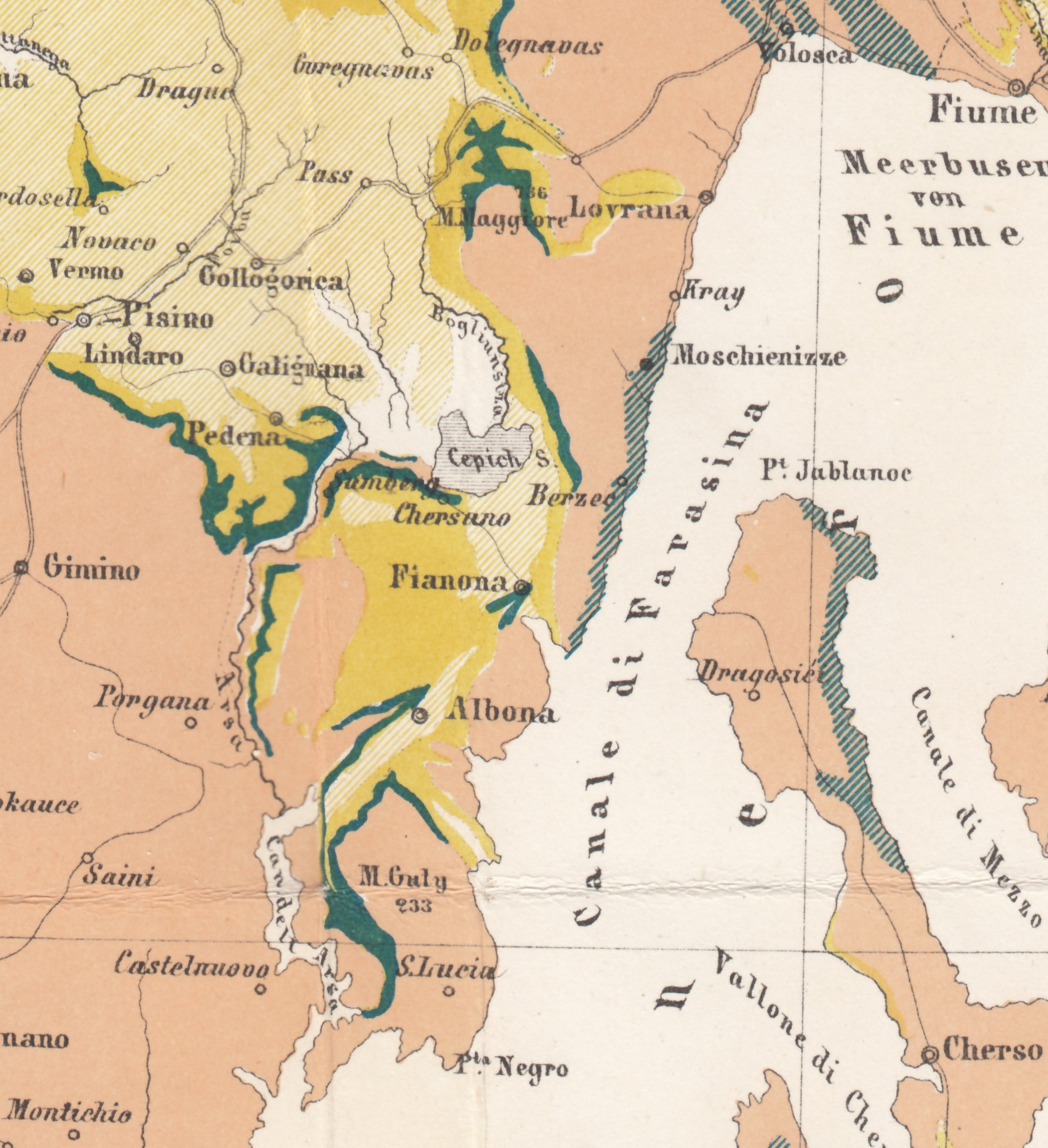
Darstellung des Flusslaufs auf einer geologischen Karte (von Guido Stache) von 1864
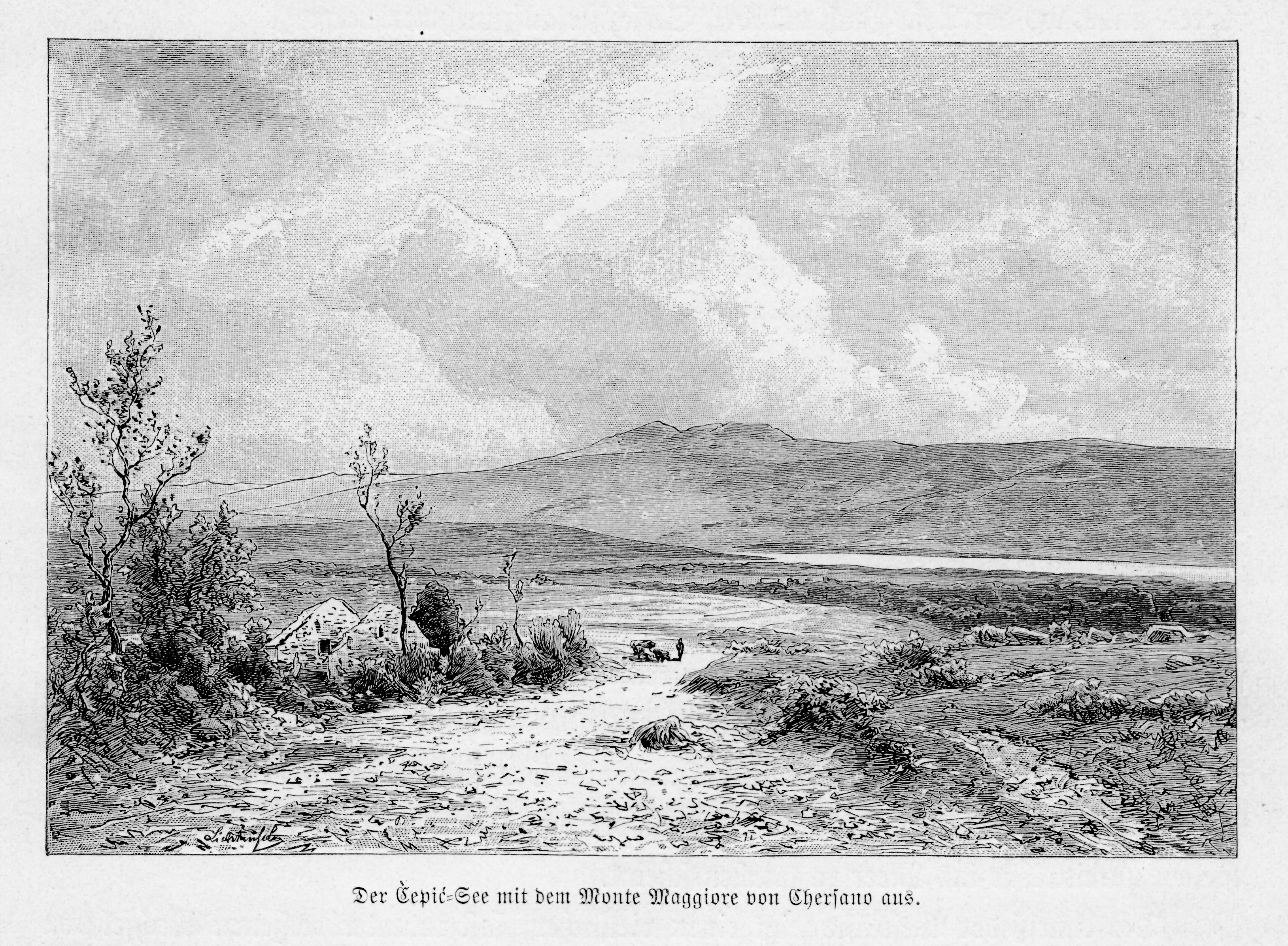
Historische Ansicht vom Cepich-See und naher Umgebung, um 1891